# Felletin
Felletin este o comună în departamentul Creuse din centrul Franței. În 2009 avea o populație de 1.855 de locuitori.

## Evoluția populației
| An        | 1975  | 1982  | 1990  | 1999  | 2006  | 2009  |
| --------- | ----- | ----- | ----- | ----- | ----- | ----- |
| Populație | 2.291 | 2.196 | 1.985 | 1.892 | 1.912 | 1.855 |